# 里弗顿 (内布拉斯加州)
里弗顿（英語：Riverton）是美国內布拉斯加州富兰克林县的一个村庄，在2010年的人口普查中有人口89人。